# Hallo Spaceboy
Hallo Spaceboy è un brano musicale di David Bowie, estratto come singolo dal suo album 1.Outside del 1995.

## Il brano
Scritta da Bowie e Brian Eno, la canzone nella sua forma originaria inclusa nell'album 1.Outside è un brano dall'impianto fortemente noise dominato da una martellante batteria percussiva ultrapotente e veloce e da un insistente riff di chitarra che narra le gesta di un imprecisato "ragazzo spaziale", tema ricorrente nella poetica di Bowie. Nella successiva versione remixata dai Pet Shop Boys e pubblicata su singolo, la traccia contiene riferimenti al "Major Tom", un astronauta inventato da Bowie e presente in altre sue celebri composizioni come  Space Oddity e Ashes to Ashes.

### Origine e storia
Bowie compose la canzone per la maggior parte nel corso di sessioni improvvisate con la band in studio nel 1995, ed intenzionalmente la scrisse nello stile dei Nine Inch Nails. A proposito della traccia, Bowie disse:
Nel suo diario, Brian Eno, racconta come Hallo Spaceboy abbia preso forma in studio durante le sessioni di 1.Outside, e precisamente il 17 gennaio 1995, partendo da un brano intitolato Moondust, uno strumentale ideato da Reeves Gabrels.

### Versione remixata dai Pet Shop Boys
La versione pubblicata come singolo, remixata dai Pet Shop Boys, è forse la più nota, e si differenzia dalla versione inclusa nell'album in quanto più dance ed elettronica. Oltre a ciò presenta una strofa aggiuntiva scritta e cantata da Neil Tennant. L'introduzione del brano è un campionamento del brano Leon Take Us Outside (brano apertura dell'album 1.Outside stesso). 
Bowie inizialmente espresse qualche riserva circa la decisione di Tennant di aggiungere dei riferimenti a Space Oddity, ma successivamente fu talmente soddisfatto del risultato da collaborare attivamente con i Pet Shop Boys.
Hallo Spaceboy è stato il singolo che ha riscosso più successo tra quelli estratti dall'album, rimanendo in classifica per 5 settimane e andando ad occupare la posizione numero 12 in classifica nel Regno Unito. Oltre a ciò, osservando l'intera carriera di Bowie, è il singolo di maggior successo e di maggiori vendite della sua carriera durante gli anni novanta.
Tanto forte fu il successo della canzone che David Bowie e i Pet Shop Boys eseguirono insieme una performance del brano ai BRIT Awards del 1996.
La versione estesa del singolo è sempre realizzata dai Pet Shop Boys e compare nella loro compilation di remix del 2007, Disco 4.

## Tracce singolo
- Tutti brani sono opera di Bowie/Eno eccetto dove diversamente indicato.

### CD: BMG-Arista / 74321 35383 2 Europa
1. Hallo Spaceboy (Pet Shop Boys remix) – 4:25
2. Under Pressure (live) (Mercury/Deacon/Taylor/May/Bowie) – 4:07

### CD: RCA-BMG 74321 35384 2 Regno Unito
1. Hallo Spaceboy (Pet Shop Boys remix) – 4:25
2. Under Pressure (live) (Mercury/Deacon/Taylor/May/Bowie) – 4:07
3. Moonage Daydream (live) (Bowie) – 5:25
4. The Hearts Filthy Lesson (Radio Edit) (Bowie/Eno/Gabrels/Kizilcay/Campbell) – 4:56

### CD: BMG-Arista / 74321 35382 2 Europa
1. Hallo Spaceboy (Pet Shop Boys remix) – 4:25
2. Under Pressure (live) (Mercury/Deacon/Taylor/May/Bowie) – 4:07
3. Moonage Daydream (live) (Bowie) – 5:25
4. The Hearts Filthy Lesson (Bowie Mix) (Bowie/Eno/Gabrels/Kizilcay/Campbell) – 4:56

### CD: BMG-Arista / BVCA-8820 Giappone
1. Hallo Spaceboy (Pet Shop Boys remix) – 4:25
2. Under Pressure (live) (Mercury/Deacon/Taylor/May/Bowie) – 4:07
3. Moonage Daydream (live) (Bowie) – 5:25
4. The Hearts Filthy Lesson (Rubber Mix) (Bowie/Eno/Gabrels/Kizilcay/Campbell) – 4:56

### Versione UK 7"
1. Hallo Spaceboy (Pet Shop Boys remix) – 4:25
2. The Hearts Filthy Lesson (Radio edit) (Bowie/Eno/Gabrels/Kizilcay/Campbell) – 3:33

### 12": BMG-Arista / SPACE 2 Europa
1. Hallo Spaceboy (12" remix) – 6:34

### 12": BMG / SPACE 3 Regno Unito
1. Hallo Spaceboy (Double Click mix) – 7:47
2. Hallo Spaceboy (Instrumental) – 7:41
3. Hallo Spaceboy (Lost in Space mix) – 6:29

### 12": Virgin / SPRO-11513 Stati Uniti
1. Hallo Spaceboy (12" remix) – 6:45
2. Hallo Spaceboy (Pet Shop Boys remix) – 4:25
3. Hallo Spaceboy (Double Click mix) – 7:47
4. Hallo Spaceboy (Lost in Space mix) – 6:29

- US promo